# آزیکیوو (شهرستان مچتلینسکی، باشقیرستان)
آزیکیوو (انگلیسی: Azikeyevo, Mechetlinsky District, Republic of Bashkortostan) یک شهرک در شهرستان مچتلینسکی استان باشقیرستان کشور روسیه است.